# Алексеевское (Андреапольский район)
Алексеевское — деревня в Андреапольском районе Тверской области. Входит в Бологовское сельское поселение.

## География
Расположена примерно в 5 верстах к юго-западу от села Бологово на речке Сермяженке.

## История
В конце XIX — начале XX века входила в Холмский уезд Псковской губернии и носила также второе название Яковлево.

## Население
| 2002 | 2010 |
| ---- | ---- |
| 0    | →0   |